# Pachybrachis subvittatus
Pachybrachis subvittatus är en skalbaggsart som beskrevs av J. L. Leconte 1880. Pachybrachis subvittatus ingår i släktet Pachybrachis och familjen bladbaggar. Inga underarter finns listade i Catalogue of Life.